# Fullmetal Alchemist and the Broken Angel
Fullmetal Alchemist and the Broken Angel es un videojuego para PlayStation 2.
El primer juego de Fullmetal Alchemist con modo RPG lanzado para PS2 fue presentado en el Tokyo Game Show 2003, y cuenta con una historia alternativa a la serie, y una calidad de dibujos manga con cinemáticas en algunas partes del juego.

## Historia
El protagonista del juego es Edward Elric, y podremos utilizar a lo largo del mismo la alquimia para conseguir distintos tipos de armas, ya sean cuchillos, espadas y demás.
La historia comienza en el tren que Edward toma para llegar a ciudad Central, el cual es secuestrado por terroristas y éste se ve obligado a defenderlo de ellos, contaremos con la ayuda de Alphonse Elric, hermano del personaje principal con el cual podremos efectuar diferentes combinaciones, tanto de ataque como de defensa.
- Datos: Q2451278